# Stephan von Châtillon
Stephan von Châtillon (* um 1155 in Châtillon-sur-Chalaronne in der Region Dombes in Frankreich; † 6. oder 7. September 1213 in Die, Frankreich; auch Stephan von Die, Stephanus Deanus oder Étienne) war ein französischer Kartäusermönch, Bischof und Mystiker.

## Leben
Stephanus stammt aus der Adelsfamilie Châtillon. Er erhielt eine gute Ausbildung. Im Alter von 25 Jahren bat er um Aufnahme in die Kartause von Portes in Bénonces. 1196 wurde er Prior des Klosters. Er war für seine Frömmigkeit bekannt. 1206/1207 nahm er die Wahl zum Bischof von Die widerstrebend an. Ab 1222 wurde beim Papst um die Kanonisation gebeten. Er gilt als erster französischer Heiliger, der vom Papst förmlich kanonisiert wurde. 
1561 wurden sein Leichnam und sämtliche Kanonisierungsdokumente von den Hugenotten verbrannt.
Die Kanonisation wurde 1852 und nochmals 1857 von Papst Pius IX. anerkannt. Seit 1857 feiert der Kartäuserorden sein Fest in der Provinz Burgund und am 10. September 1859 wurde das Fest auf den ganzen Orden ausgedehnt.
Im Kartäuserorden wird sein nichtgebotener Gedenktag am 7. September gefeiert.